# Río Chico megye (Santa Cruz)
Río Chico (spanyol nevének jelentése: kis folyó) egy megye Argentína déli részén, Santa Cruz tartományban. Székhelye Gobernador Gregores.

## Földrajz
Itt található a Pueyrredón-tó.

## Népesség
A megye népessége a közelmúltban a következőképpen változott:
| Év   | Lakosság |
| ---- | -------- |
| 2001 | 2846     |
| 2010 | 5158     |